# Кроваво-красное
«Кроваво-красное» (итал. Profondo Rosso) — итальянский детективный фильм ужасов 1975 года режиссёра Дарио Ардженто. Фильм является одним из главных представителей итальянского поджанра джалло и всего жанра ужасов и триллера. Премьера  состоялась 7 марта 1975 года. В этом фильме Дарио Ардженто впервые сотрудничает с музыкальной группой Goblin, которая впоследствии стала неотъемлемой частью музыкального сопровождения его фильмов (прим. «Суспирия» и «Феномен»).

## Сюжет
Во время начальных титров показан канун Рождества. Два силуэта борются, один жестоко режет ножом другого, после окровавленный нож бросают к ногам ребенка.
Много лет спустя в Риме, на конгрессе парапсихологов, выступает экстрасенс Хельга Ульман. Внезапно у нее начинается истерика: она видит смерть, после чего утверждает, что убийца находится в аудитории. В этот самый момент некто сидящий в тёмном углу встаёт и уходит из помещения. Той же ночью Хельга слышит записи детской песни, затем к ней в квартиру вламывается неизвестный и жестоко убивает женщину. Её сосед, пианист Маркус Дейли, выпивающий на площади со своим другом Карло, увидев нападение на Хельгу из окна, устремляется в многоквартирное здание. В разгромленной квартире соседки Маркус видит тело Хельги и вызывает полицию. Глядя в окно, Маркус видит, что неизвестный в кожаном плаще проходит мимо Карло, не замечая его.
По приезде полиции Маркус замечает, что один портрет из большой коллекции картин убитой исчез. К месту преступления приходит журналистка Джанна. В заголовках газет Маркус объявлен главным свидетелем убийства. Несмотря на протесты Карло, Маркус решает провести собственное расследование убийства Хельги. Ночью Маркус, играя на пианино, слышит запись той детской песенки. После этого в его квартиру проникает убийца, но Маркус успевает запереться у себя в комнате. Неизвестный после угроз уходит. Позже Маркус рассказывает про эту песню профессору Джордани, близкому другу Хельги. Профессор предполагает, что музыка является мотиватором для убийцы, возможно, страдающего шизофренией: песня могла сыграть неотъемлемую роль в травмирующем событии в прошлом убийцы. После Маркус узнает про рассказ о доме с привидениями, из которого временами слышится похожая песня.
Исследуя источник песни и сказки, Маркус и Джанна находят рассказ «Дом кричащего ребенка», написанный Амандой Ригетти, в котором описывается давно забытое убийство. Маркус пытается найти Аманду, чтобы поговорить с ней о книге. В тот же день Аманда замечает подвешенную куклу у себя дома. После убийца в кожаном плаще нападает на Аманду и топит ее в ванне, наполненной кипятком. Но перед смертью Аманда успевает написать на стене, на конденсате, сообщение. 
Благодаря фотографии из книги, Маркус находит особняк, ставший основой для рассказа. Маркус узнает от смотрителя, что в доме никто не жил с 1963 года, когда пропал предыдущий владелец. Маркус сам обыскивает дом. В одной из комнат он, снимая штукатурку со стены, обнаруживает детский рисунок маленького мальчика. На нем изображено убийство на Рождество. Маркус рассказывает об этом Карло, который требует, чтобы Маркус прекратил расследование и просто покинул город вместе с Джанной. Тем временем Джордани расследует место убийства Ригетти. Он обнаруживает на стене еле видное сообщение, оставленное жертвой на стене. Когда Джордани возвращается в свой офис той же ночью, его убивают. Вернувшись домой, Маркус обнаруживает улику, которую упустил из виду: в доме, в отличие от фотографии, одно окно отсутствует. Маркус возвращается в заброшенный дом и с помощью кирки сбивает торцевую стену. Он обнаруживает секретную комнату с давно прогнившим трупом. На  Маркуса кто-то нападает и оглушает его. Он приходит в себя и видит рядом с собой Джанну, которая рассказывает ему, что вытащила его из горящего особняка. Находясь у смотрителя дома, Маркус с Джанной обнаруживают, что у его дочери Ольги есть рисунок, похожий на тот, что был на стене. Ольга говорит, что срисовала его с рисунка из архива школы имени Леонардо да Винчи. Маркус с Джанной проникают туда, они находят рисунки и имя автора. Убийца ранит Джанну ударом ножа. Маньяком оказался Карло. Спасает Маркуса прибывшая полиция. Карло гибнет от несчастного случая. 
Джанну увозят в больницу. Маркус, гуляя по площади, где когда-то общался с Карло, понимает, что он находился с ним рядом, в ночь убийства Хельги. Он понимает, что у него был сообщник. Маркус проникает в квартиру Хельги, пытаясь вспомнить, что за портрет исчез. Вскоре он понимает, что это был не портрет, а зеркало, в котором отражалось лицо убийцы. Как оказалось, в квартиру также проникла мать Карло, Марта, именно она убила Хельгу. Из воспоминаний выясняется, что отец Карло принял решение увезти Марту, которая уже давно страдала психическими расстройствами, в клинику. В припадке она напала на мужа и убила его ножом в канун Рождества, на глазах маленького Карло, в это время играла та самая детская песенка. А Хельгу она убила, чтобы экстрасенс не выдал тайну убийства отца Карло. Марта делает попытки напасть на Маркуса, но её кулон застревает в решетке лифта — лифт включается и отрезает ей голову.

## В ролях
- Дэвид Хеммингс — Маркус Дейли
- Дария Николоди — Джанна Брецци
- Габриэле Лавия — Карло
- Клара Каламаи — Марта
- Глауко Маури — профессор Джордани
- Маша Мериль — Хельга Ульман
- Эрос Паньи — подполковник Калкабрини
- Джулиана Каландра — Аманда Ригетти
- Пьеро Маццинги — Барди
- Альдо Бонамано — отец Карло
- Лиана Дель Бальцо — Эльвира
- Якопо Мариани — Карло в детстве
- Николетта Эльми — Ольга

## Создание
Первоначально Ардженто хотел чтобы музыку к фильму написала группа Pink Floyd, но ввиду их занятости выбор пал на группу Goblin. Для съёмок фильма Ардженто использовал особую камеру, которая работает по принципу эндоскопии и могла проходить в различные узкие пространства.
Этот фильм стал первым фильмом Ардженто, в котором снялась его супруга Дария Николоди.
Испанская и французская версии фильма были урезаны — в них была вырезана финальная сцена отсечения головы убийцы.

## Видео
В Италии в 1980-х годах фильм выпущен на видеокассетах видеопродукцией Domo Video. В странах бывшего СССР фильм распространялся на «пиратских» видеокассетах с одноголосым закадровым русским переводом, его озвучивали Леонид Володарский, Константин Дьяконов, Андрей Мудров и Антон Алексеев.